# Jeff White
Jeff White é um supervisor de efeitos visuais estadunidense. Foi indicado ao Oscar de melhores efeitos visuais na edição de 2018 por Kong: Skull Island e na edição de 2012 por Marvel's The Avengers.